# مجموعة جورج ستيوارت
مجموعة جورج ستيورات George Steuart Group أقدم شركة في سريلانكا.
تأسست في عام 1835 أثناء الاحتلال البريطاني لسيلان. وهي أقدم الشركات في العالم حيث يرجع تاريخها إلى أوائل القرن التاسع عشر.
مجالات عملها: الشاي والسياحة والطيران والتوظيف.
مقرها: كولومبو في سريلانكا.